# Emirat de Niebla

Taifa de Niebla.

L’Emirat o taifa de Niebla o de Labla fou un petit estat musulmà del sud de l'Àndalus, centrat a Niebla (Labla) i que també incloïa Gibraleón i altres llocs. Existí intermitentment entre els segles XI i XIII.

## Emirat de Labla (1023-1053)
El 1023/1024 es va revoltar a la ciutat Abu l-Abbas Ahmad ibn Yahya al-Yahsubi, de la principal família local àrab, el qual fou proclamat emir amb el títol de Tadj al-Dawla, sent reconegut també pels habitants de Gibraleón. El 1041 el va succeir el seu germà Muhammad al-Yahsubi Izz al-Dawla que va tenir dificultats amb el rei Abbad ibn Muhàmmad al-Mútadid de Sevilla i va aconseguir el suport d'al-Muzaffar de Badajoz; finalment Sevilla i Badajoz van fer la pau amb la mediació de Còrdova el 1051 i els regnes i els senyors locals van fer submissió al rei sevillà i al fals califa, i van pagar tribut per evitar l'annexió. Muhammad va aconseguir la protecció del jahwàrida Abu-l-Walid Muhàmmad ibn Jàhwar ar-Raixid de Còrdova (1051) i es va retirar a aquesta ciutat, deixant Niebla al seu nebot Abu Nasr Fath ibn Khalaf ibn Yahya Nasir al-Dawla que va pactar amb Sevilla el pagament del tribut. El 1053 el rei de Sevilla va cridar als petits senyors local, i llavors per sorpresa els va tancar en uns banys i els va matar per asfíxia i llavors va atacar Niebla i va devastar el territori, obligant a Fath a retirar-se a Còrdova on va morir un temps després. Labla va restar en mans dels abbàdides de Sevilla fins al 1091 quan fou ocupada pels almoràvits.

## Emirat de Labla (1146-1150)
Hostil als almoràvits, Yusuf ibn Ahmad al-Bitrudji es va revoltar en 1145 i establí un nou emirat independent, que fou atacat per Ibn Ghaniya. El 1146 la ciutat es va rendir a l'almohade Barraz al-Masufi però Al-Bitrudji es va mantenir a Tejada. L'emirat va acabar sotmès després de l'assalt dels almohades a Labla en 1155.

## Emirat de Labla (1234-1262)
Amb l'enfonsament dels almohades s'hi va fer independent Suayb ibn Mahfuz en 1234 amb un territori que incloïa Huelva, Saltes i part de l'Algarve. El 1235 fou assetjada per Ibn Hud però el setge fou aixecat per les tropes castellanes a canvi de reconèixer la sobirania de Ferran III de Castella. El 1262 Ibn Mahfuz fou assetjat a Niebla per Alfons X de Castella durant 9 mesos i va haver de capitular i la ciutat i regió fou annexionada a Castella. En el setge de Labla els musulmans van utilitzar per primera vegada a Occident la pólvora amb fins bèl·liques, en utilitzar-se per a accionar uns primitius canons. Posteriorment Alfons X li va concedir un Fur Reial amb la finalitat d'obligar a la seva repoblació cristiana.

## Llista d'emirs
- Abu l-Abbas Ahmad ibn Yahya al-Yahsubi Tadj al-Dawla 1023-1041
- Muhammad al-Yahsubi Izz al-Dawla 1041-1051
- Abu Nasr Fath ibn Khalaf ibn Yahya Nasir al-Dawla 1051-1053
- Yusuf ibn Ahmad al-Bitrudji (1145-1150)
- al-Wahbi 1150
- Suayb ibn Mahfuz en 1234 - 1262